# Heinrich Bell

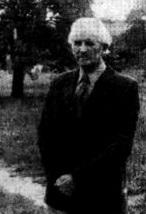
Heinrich Bell

Heinrich Bell (* 25. Juni 1907 in Weiler bei Bingen; † 1. Mai 1986 ebenda) war ein deutscher Laienforscher und bedeutender Sammler prähistorischer Artefakte.

## Leben
Heinrich Bell wuchs auf dem elterlichen Weingut auf, das er später übernahm. Schon früh interessierte er sich für Ur- und Frühgeschichte und entdeckte bereits als Kind erste steinzeitliche Hinterlassenschaften. Als Soldat nahm er am Zweiten Weltkrieg teil. Während dieser Zeit war er eine längere Zeit in Ostpreußen stationiert, wo ihm die Entdeckung eines mittelsteinzeitlichen Lagerplatzes im Dünensand eines Seeufers gelang. Innerhalb weniger Wochen fand er diverse bearbeitete Mikrolithen, die er an das dortige Museum übergab.
Nach dem Krieg setzte er seine Forschungen im Umkreis seines Weinguts fort und erweiterte seine Sammlung. Er bildete sich im Selbststudium fort und entwickelte eigene Theorien über die Datierung seiner Fundstücke. Über die zeitliche Einordnung einiger Funde in das Paläolithikum entstand eine Kontroverse mit Gustav Behrens, dem damals zuständigen archäologischen Denkmalpfleger. Erst allmählich konnte sich Bell gegen die Meinung der professionellen Wissenschaftler durchsetzen. Alfred Rust war einer der ersten, die seine Theorie anerkannten und publizierten. Rust, der damals schon als Koryphäe galt, besuchte Bells Weingut persönlich und ermutigte ihn zu weiteren Forschungen.

## Sammlung
Bells Sammlung prähistorischer Artefakte wurde schon in den 1930er Jahren  begründet. Schon in seinen jungen Jahren konnte Bell durch entsprechende Keramik- und Steinwerkzeugfunde jungsteinzeitliche Siedlungsplätze in seiner Heimatgemarkung nachweisen. 
Die Bellsche Sammlung umfasste schließlich mehr als 5.000 Einzelstücke. Davon sind etwa 1.000 Stücke in einem Fundbericht katalogisiert. Die Sammlung bezieht sich im Wesentlichen auf Funde aus Weiler bei Bingen. Der größte Teil umfasst steinzeitliche Werkzeuge. Die Pionierleistung von Heinrich Bell bestand darin, dass er zu einer Zeit, in der die Altsteinzeit im Nahetal unbekannt war, altsteinzeitliche Werkzeuge als solche erkannte. Der spätere Begriff „Nahe-Paleolithikum“ wurde durch seine Arbeit mit begründet. Heute befindet sich ein Teil der Bellschen Sammlung im Landesmuseum Mainz. Ein anderer Teil ist im Weilerer Rathaus im sogenannten „Heinrich-Bell-Saal“ zu sehen.